# Szóösszerántás

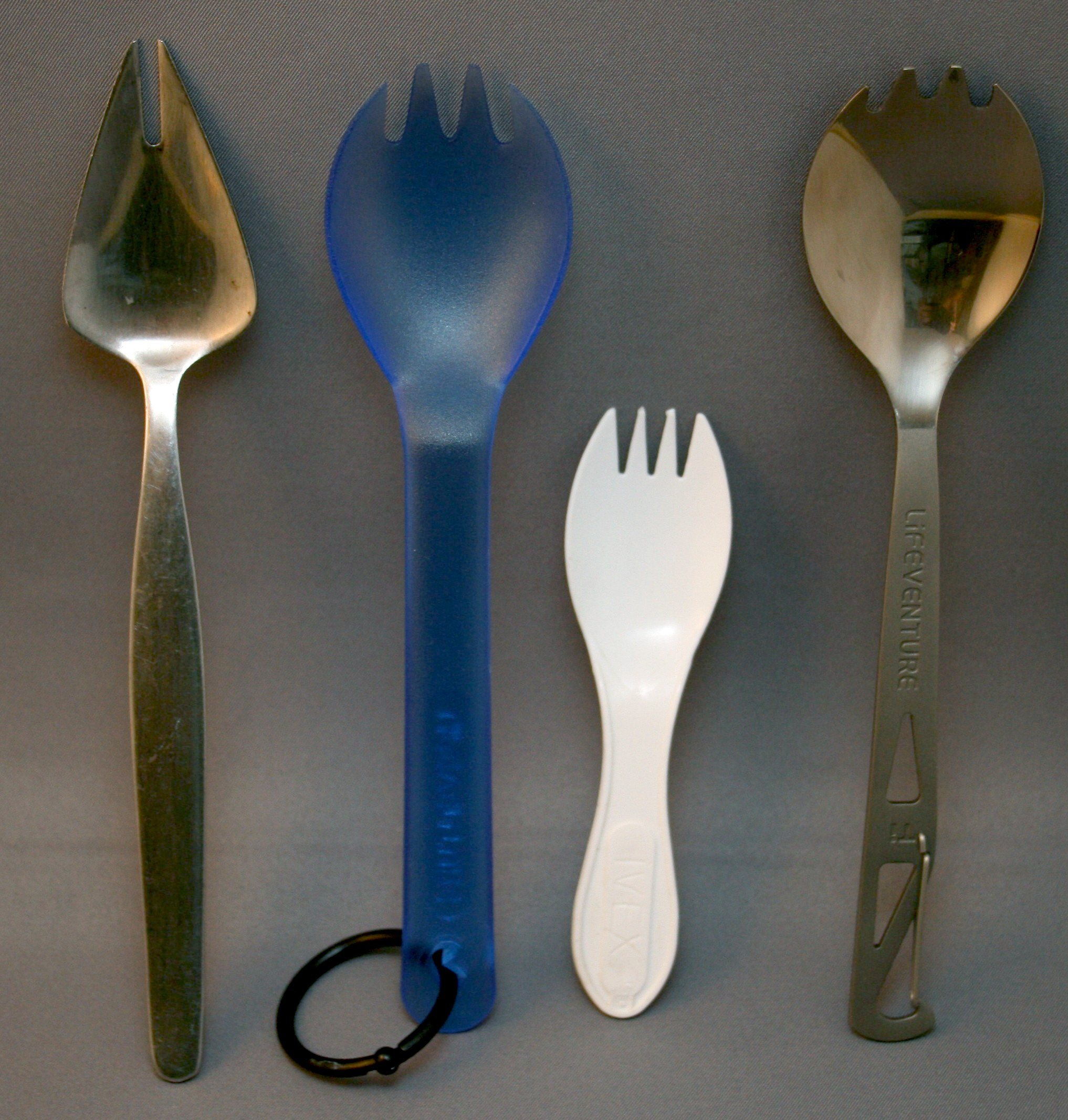
Kanálvilla típusok

A magyar nyelvészetben a szóösszerántás a tudatos szóalkotás egyik módja. Lengyel Zsolt a szóösszevonás egyik fajtájának tartja, ennek másik típusa, a szóalakvegyülés mellett, és mindhármat a mozaikszó-alkotás nagyobb kategóriájába sorolja. Ezzel szemben Cs. Nagy Lajos a szóösszerántást a szóalakvegyülés (amelyet „szóvegyülés”-nek nevez) egyik fajtájának tekinti, és ezt nem sorolja a mozaikszó-alkotás kategóriájába.
Mindkét szerző szóösszerántáson új szó alkotását érti két egymástól eltérő jelentésű szóból úgy, hogy az egyik első része a másik végső részével egyesül. Esetleg az egyik vagy a másik összetevő egész szó. A szó(alak)vegyülés abban különbözik tőle, hogy hasonló jelentésű szavak első, illetve végső részéből történik a szóalkotás (pl. csokor + bokréta → csokréta), a szóösszevonás pedig az előbbi kettőtől abban, hogy egy szószerkezethez tartozó két vagy több egyszerű szó, illetve összetett szó tagja első részének az összetevéséből áll, pl. Mozgókép-forgalmazási Rt. → Mokép.
A szóösszerántásra a francia nyelvészetben leggyakrabban a mot-valise (szó szerint ’bőröndszó’) terminust használják, e helyett a mot-portemanteau (szó szerint ’ruhaakasztós koffer-szó’) terminust, és ezeken kívül a mot composé par télescopage ’ütközéssel összetett szó’-nak vagy amalgame lexical ’lexikai keverék’-nek nevezik. Ezek fogalma megfelel a fenti meghatározásnak.
Az angol nyelvű nyelvészetben a szóösszerántásnak a portmanteau vagy a blend ’keverék’, amalgam ’keverék’, fusion ’fúzió’, hybrid ’hibrid’ vagy telescoped word ’ütközéssel keletkezett szó’ a neve. Egyes szerzők olyan szavakat is idesorolnak, amelyeket szavak kezdeti részleteiből alkotnak, pl. Interpol (← International Criminal Police Organization), tehát azt is, amit a magyar nyelvészetben szóösszevonásnak neveznek.
A szóösszerántásban olykor mindkét szóból egy beszédhangnál nagyobb részletet használnak fel, máskor az egyikből csak egy hang marad meg, megint máskor az egyik egészét hagyják meg, és a másik egy vagy több hangból áll. Egyes esetekben az első összetevő vége és a második eleje közös. Egyébként a kérdéses szavak olykor egyazon szószerkezet tagjai.
Szóösszerántásnak tekintik a haplológiát is, amikor szavak határán történik. Egymást követő azonos vagy hasonló beszédhangok vagy hangcsoportok közül az egyiknek a kivetése. Így jöttek létre a francia tragi-comédie és tragi-comique, miután szóösszetétel útján megalkották a tragico-comédie, illetve tragico-comique szavakat. Ezeket aztán több nyelv is átvette, pl. (magyarul) tragikomédia, tragikomikus.

## A magyar nyelvben
A magyarban a szóösszerántás a ritkább szóalkotási módok közé tartozik. Az első szóösszerántásokat a nyelvújítás korában végezték. A mai sztenderd nyelvváltozatban fennmaradtakat a beszélő már nem érzi szóösszerántásoknak. Egyesekben egész szó is van, másokban az egyik vagy a másik szóból csak egy beszédhang:
- csőr ← cső + orr;[1]
- lég ← levegő + ég;[1]
- talaj ← talp + alj;[13]
- zongora, alkotásakor zengora ← zeng + tambora (a tambura szó régebbi változata).[14]

A második világháború idejéből származik a burizs ← (búza + rizs), mára elavult alkotás.
Újabb szóösszerántások az alábbiak:
csalagút ← csatorna + alagút;
citrancs ← citrom + narancs.
Alkalmi szóösszerántások is vannak művészi alkotásokban, a sajtóban stb.:
Huhogányos Akadémia ← huhog + tudományos;
Sólyom csőrmester ← csőr + őrmester;
házaspárbaj ← házaspár + párbaj.

## A francia nyelvben
A francia nyelvvel foglalkozó nyelvészek, irodalmárok és pedagógusok nagy figyelmet fordítanak a szóalkotáson belül a szóösszerántásra is, amely ebben a nyelvben gyakoribb, mint a magyarban. Csak Franciaországban 2001 és 2010 között tizenhárom, a szerzők által összerántással kreált szavakat tartalmazó, főleg gyerekeknek szánt szótár jelent meg, játékos szándékkal. Általános iskolákban a szókészlet megismertetése céljából szóösszerántás-gyakorlatokat is végeztetnek a gyerekekkel.
Írók már régen folyamodtak szóösszerántáshoz. François Rabelais Gargantua című művében jelenik meg 1534-ben a sorbonagre (← Sorbonne + onagre ’vadszamár’) szó. Ezzel is gúnyt űz az író a párizsi egyetemet uraló teológusokból. Egész sor író folytatta ezt a szóalkotási módot, mint Victor Hugo, Raymond Queneau, Boris Vian stb. Ezek alkalmi, meg nem honosodott szavak maradtak.
Egyéb régebbi példák az alábbiak:
phalanstère ’falanszter’ ← phalange ’phalanx’ + monastère ’kolostor’), Charles Fourier alkotása;
autobus ’autóbusz’ ← automobile omnibus ’gépkocsi omnibusz’.
Franciaországban és a kanadai Québec tartományban hivatalos törekvés az, hogy korlátozzák az angol jövevényszavak elterjedését a francia nyelvben. A túlzottnak ítélt angol hatásra a francia nyelvben René Étiemble éppen szóösszerántással alkotta meg a franglais (← français ’francia’+ anglais ’angol’) szót, amely meg is honosodott. A magyar nyelvújítás korában végzett tevékenységgel hasonlóan ma is folyik ilyen, a terminológiák terén az új realitások megnevezésére francia nyelven, többek között szóösszerántásokkal is. Így hoztak létre egyes hivatalosan ajánlott szavakat, amelyek közül egyesek meghonosodtak, mások nem:
alicament ’gyógyélelmiszer’ ← aliment ’élelmiszer’ + médicament ’gyógyszer’;
clavardage ’csetelés’ ← clavier ’billentyűzet’ + bavardage ’csevegés’;
partagiciel ’shareware’ ← partager ’megosztani’ + logiciel ’szoftver’;
pourriel ’spam’ ← poubelle ’kuka’ + courriel ’e-mail’;
tapuscrit ’gépelt irat’ ← taper ’billentyűzeten írni’ + manuscrit ’kézirat’;
vidéaste ’videókészítő’ ← vidéo + cinéaste ’filmkészítő’.
Szóösszerántással alkotott tulajdonnevek az alábbiak:
Midouze (két folyó összefolyásából keletkezett harmadik folyó már régi neve) ← Midou + Douze;
Corail (vagontípus neve) ← confort ’komfort’ + rail ’sín’;
Transilien (külvárosi vasúthálózat neve) ← transport ’szállítás’ + francilien ’île-de-France-i’;
Alkalmi szóösszerántások például a következők:
bovidéaliste ← bovidé ’szarvasmarhaféle’ + idéaliste ’idealista’;
distractionnaire ← distraction ’szórakozás’ + dictionnaire ’szótár’;
fictionnaire ← fiction ’fikció’ + dictionnaire;
toasticomane ’pirítós kenyeret nagyon szerető’ ← toast ’pirítós kenyér’ + toxicomane ’kábítószer-élvező’.

## Az angol nyelvben
A szóösszerántás ebben a nyelvben is sokkal gyakoribb módszer, mint a magyarban.
Már régebben meghonosodtak az alábbi köznevek:
brunch ’villásreggeli, gábli’ ← breakfast ’reggeli’ + lunch ’ebéd’;
motel ← motor + hotel;
simulcast ’egyidejű közvetítés’ ← simultaneous broadcast;
smog ’szmog’ ← smoke ’füst’ + fog ’köd’;
spork ’kanálvilla’ ← spoon ’kanál’ + fork ’villa’.
Több ugyanarra a mintára alkotott szó van főleg különböző nyelvek nevéből és az English ’angol nyelv’ szóból az angol által befolyásolt nyelvhasználatra, vagy más nyelvek által befolyásolt angol nyelvváltozatokra:
Hunglish ← Hungarian ’magyar’ + English;
Denglish ← Deutsch ’német’ + English;
Hinglish ’indiai angol’ ← Hindi + English;
Singlish ’szingapúri angol’ ← Singapore + English.
Egyes tulajdonnevek is szóösszerántással keletkeztek, például:
Eurovision ’Eurovízió’ ← Europe + television;
Wikipedia ← wikiwiki ’gyors’ (hawaii szó) + encyclopedia.
Alkalmi szóösszerántás például a californicate ← California ’Kalifornia’ + fornicate ’paráználkodik’ ige.

## A román nyelvben
A románban nincsenek a szókészlet gyarapítására szánt tudatos szóösszerántások. Vannak azonban a szlengben, a népi és a fesztelen nyelvi regiszterben, de nem kerülnek a sztenderd nyelvváltozatba, és hosszabb-rövidebb, társadalmi-politikai kontextustól is függő életük van, mint az alábbi első két példának, amelyek 1990 előttiek:
falimentara ← faliment ’csőd’ + Alimentara (a volt állami élelmiszer-boltok neve);
tembeliziune ← tembel ’hülye’ + televiziune ’televízió’;
furgăsi ← fura ’lopni’ + găsi ’találni’.
1990 óta a reklámkészítők törekednek olyan szóösszerántásokkal felhívni a figyelmet, amelyekben cégek neve szerepel. Ezek mind alkalmiak:
DOMOferta  ← DOMO + oferta ’az ajánlat’;
eMAGIA ← eMAG + magia ’a mágia’;
dedemanual ← DEDEMAN + manual ’tankönyv’;
depocrație ← BRICO DÉPÔT + democrație ’demokrácia’.
A legtöbb, szintén alkalmi szóösszerántás a médiában jelenik meg:
cârnațiune ← cârnați ’kolbászok’ + națiune ’nemzet’;
Ferentexas ← Ferentari (rossz hírű városnegyed Bukarestben) + Texas;
hamburghezime ’hamburzsoázia’ ← hamburger + burghezime ’burzsoázia’;
Napocalipsa ← Napoca (Kolozsvár hivatalos nevének második része) + apocalipsa ’az apokalipszis’;
robocopilărie ← Robocop + copilărie ’gyermekkor’.

## Jövevény szóösszerántások
Mint a szavak általában, szóösszerántással alkotott szavak is lehetnek jövevényszavak. Az angol motel vagy smog, valamint a francia autobus több nyelvben is megvan. Olyan tulajdonnevek, mint az Eurovision vagy a Wikipedia nemzetköziekké váltak.
Szóösszerántásokat alkotnak tükörfordításként is. Ilyen például a román furculingură (← fuculiță ’villa’ + lingură ’kanál’) az angol spork mintájára, bár megfordított szórenddel.

## Kapcsolódó szócikk
- Mozaikszó
- Szóösszetétel
- Szóösszevonás